# Ciclo diurno delle proteine
Il ciclo diurno delle proteine o ciclo diurno dell'azoto (protein diurnal cycle o  diurnal cycling of body nitrogen) è un processo metabolico che indica la natura ciclica del metabolismo delle proteine, dove la sintesi (anabolismo) netta delle proteine durante il periodo di alimentazione viene alternato dal catabolismo netto delle proteine durante il periodo di mancata assunzione di cibo. Si crede che questo processo apparentemente dispersivo sia capace di fornire amminoacidi derivati dal pasto ai tessuti in modo più omogeneo in un periodo di 24 ore.

## Definizione
Sebbene l'assunzione di cibo abbia un impatto sulla sintesi proteica (proteosintesi) e sul catabolismo proteico (proteolisi), molte delle proteine sintetizzate dall'intestino e dal fegato dopo un pasto risultano come proteine labili o transitorie, vale a dire che queste rappresentano un deposito di amminoacidi solo temporaneo. Questi depositi di amminoacidi temporanei vengono sottoposti a catabolismo nel periodo che intercorre tra i pasti, in particolar modo nel periodo del digiuno notturno, senza portare essenzialmente ad alcun guadagno o perdita netta nel corso delle 24 ore. Il ciclo diurno si crede agisca come "tampone" (buffer) per prevenire l'aumento dell'amminoacidemia (livelli di amminoacidi nel sangue) che avviene dopo un pasto, considerato il loro indirizzamento verso i processi di sintesi dei tessuti. Infatti anche con alti introiti di proteine, i livelli di aminoacidi non aumentano significativamente, rimanendo entro certi range.
Il ciclo diurno delle proteine è sensibile all'introito proteico. Con l'aumento dell'assunzione di proteine alimentari, aumentano le scorte proteiche temporanee durante le ore diurne ma aumenta il catabolismo proteico nelle ore notturne. Per tanto, più proteine alimentari vengono assunte, maggiori quantità devono essere assunte per mantenere in equilibrio il bilancio proteico. Alcuni ricercatori hanno anche suggerito che l'apparentemente elevato fabbisogno proteico negli atleti sia dovuto all'alto introito proteico abituale. Quindi, un alto introito proteico mantenuto cronicamente tende a richiedere un altrettanto alto introito proteico per evitare la perdita di proteine dovuta al ciclo diurno, e quindi all'ossidazione di amminoacidi nel fegato.
Allo stesso modo, quando l'assunzione di proteine viene ridotta, meno proteine vengono depositate durante la giornata, e meno ne vengono disgregate durante la notte. Tuttavia, ogni volta che avviene un cambiamento da un'alta ad una bassa assunzione di proteine, si verifica un breve tempo morto prima che il ciclo diurno (e altri processi come l'ossidazione di amminoacidi) si riassesti.
Il ciclo diurno delle proteine spiegherebbe perché il semplice aumento dell'apporto proteico non vada necessariamente ad aumentare la sintesi o l'aumento dei tessuti corporei come la crescita muscolare. Il corpo infatti sottoporrebbe a catabolismo più proteine tra i pasti in concomitanza con un aumento dell'ossidazione di amminoacidi da parte del fegato. Tuttavia, sebbene si tenda a supportare l'idea che nei soggetti non sportivi il ciclo diurno mantenga il corpo in uno stato di mantenimento piuttosto che a consentire un aumento delle proteine corporee, svariate ricerche hanno dimostrato che il semplice aumento dell'apporto proteico (dieta iperproteica) possa permettere l'aumento della massa muscolare anche senza l'allenamento fisico.